# فيديريكو ليو
فيديريكو ليو (بالإيطالية: Federico Leo)‏ هو سائق سيارة سباق إيطالي، ولد في 27 أغسطس 1988 في فاريزي في إيطاليا.

## وصلات خارجية
- الموقع الرسمي
- فيديريكو ليو على موقع DriverDB.com (الإنجليزية)
- فيديريكو ليو على موقع eWRC-results.com (الإنجليزية)
- فيديريكو ليو على موقع CONI honoured athlete website (الإيطالية)